# A to Z
A to Z é uma sitcom norte-americana criada pelo escritor e produtor Ben Queen, e exibida pela rede de televisão NBC. Esta série é produzida pelas empresas Le Train Train, BQ Productions e Warner Bros. Television.

## Sinopse
A série acompanha a vida de Andrew (Ben Feldman), um funcionário de um site de namoro online que deseja encontrar a garota de seus sonhos, e Zelda (Cristin Milioti), uma advogada nonsense que foi criada por uma mãe hippie e carrega um lado rebelde. Por um acaso do destino, Andrew atende Zelda para resolver um problema de incompatibilidade em seu cadastro no site de namoros e essas duas pessoas solteiras, de repente encontram-se atraídos um  pelo outro. A partir daí, a série narra a linha do tempo do relacionamento "de A a Z", como é narrado por Katey Sagal.

## Elenco
- Ben Feldman - Andrew Lofland
- Cristin Milioti - Zelda Vasco
- Henry Zebrowski - Stu
- Lenora Crichlow - Stephie
- Christina Kirk - Lydia
- Hong Chau - Lora[1][2]
- Parvesh Cheena - Dinesh[3]
- Katey Sagal - Narradora

## Recepção da crítica
A a Z recebeu críticas favoráveis. No Metacritic, a série tem uma pontuação de 66 em 100, com base em 24 críticos, indicando comentários "geralmente favoráveis".  No Rotten Tomatoes, o show tem uma classificação de 64% com base em 45 comentários, com a leitura de consenso : "As ligações são cativantes, mas a escrita de A to Z sente enigmático e carece de uma nova perspectiva sobre um romance de TV moderno".